# Station Hourpes
Station Hourpes is een spoorweghalte langs spoorlijn 130A (Charleroi - Erquelinnes) aan het gehucht Hourpes, bij de stad Thuin. Het is een station zonder loketten.
Met slechts negen reizigers per gemiddelde weekdag is het volgens de reizigerstellingen van 2017 het rustigste station in België. In het weekend wordt het station door de S-trein overgeslagen en stoppen er geen treinen.

## Treindienst
| Serie       | Treinsoort               | Route                                                            | Bijzonderheden                                                                            |
| ----------- | ------------------------ | ---------------------------------------------------------------- | ----------------------------------------------------------------------------------------- |
| S 63        | S-trein Charleroi (NMBS) | Charleroi-Centraal – Hourpes – Erquelinnes – Maubeuge            | Tijdens de spits extra ritten Charleroi-Centraal-Erquelinnes. Rijdt in het weekend 1×/2u. |
| P 7750/8750 | Piekuurtrein (NMBS)      | [ Erquelinnes – Hourpes – ] / [ Ottignies – ] Charleroi-Centraal | Rijdt alleen op werkdagen.                                                                |

## Galerij

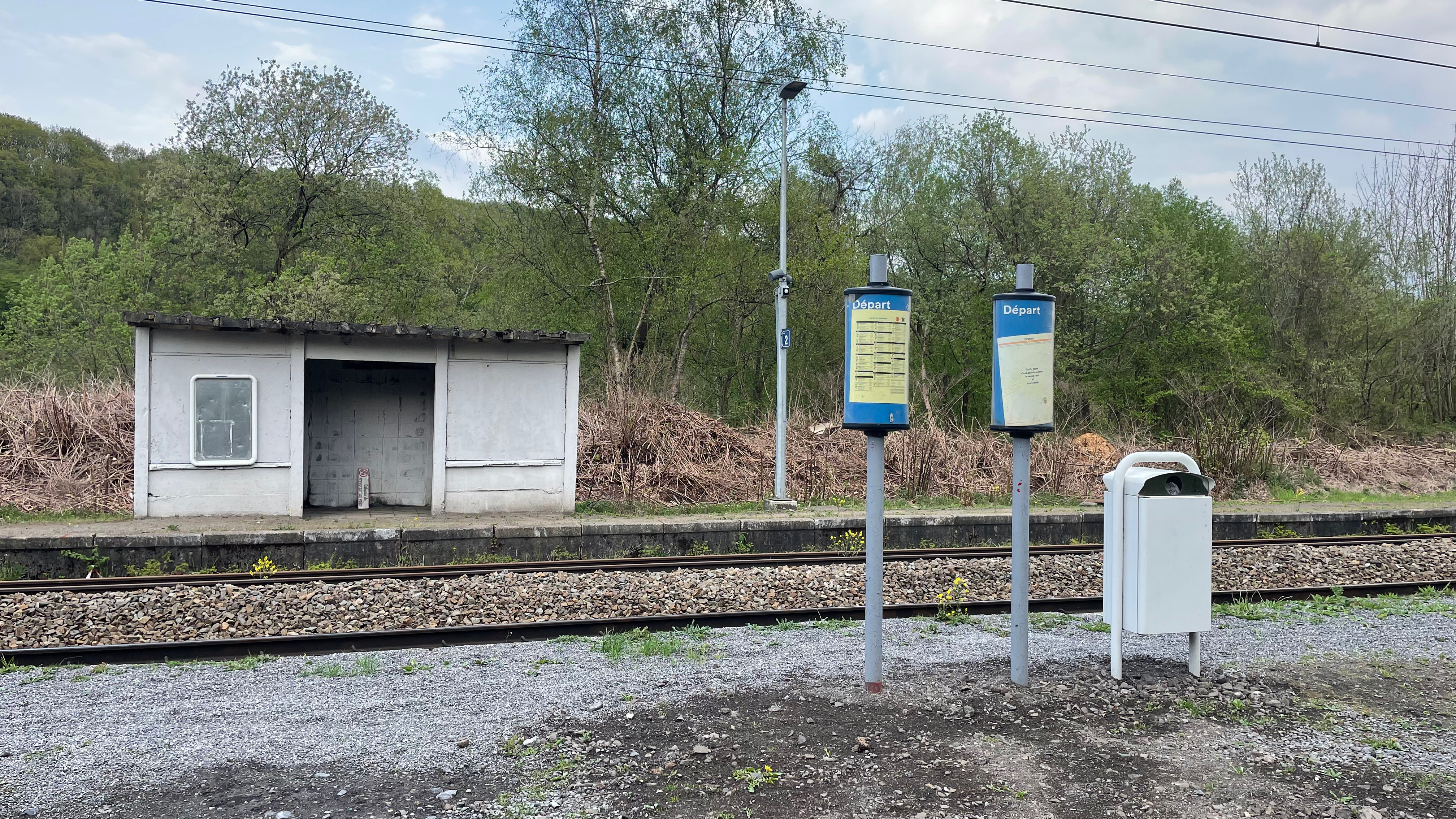
Zicht op het perron
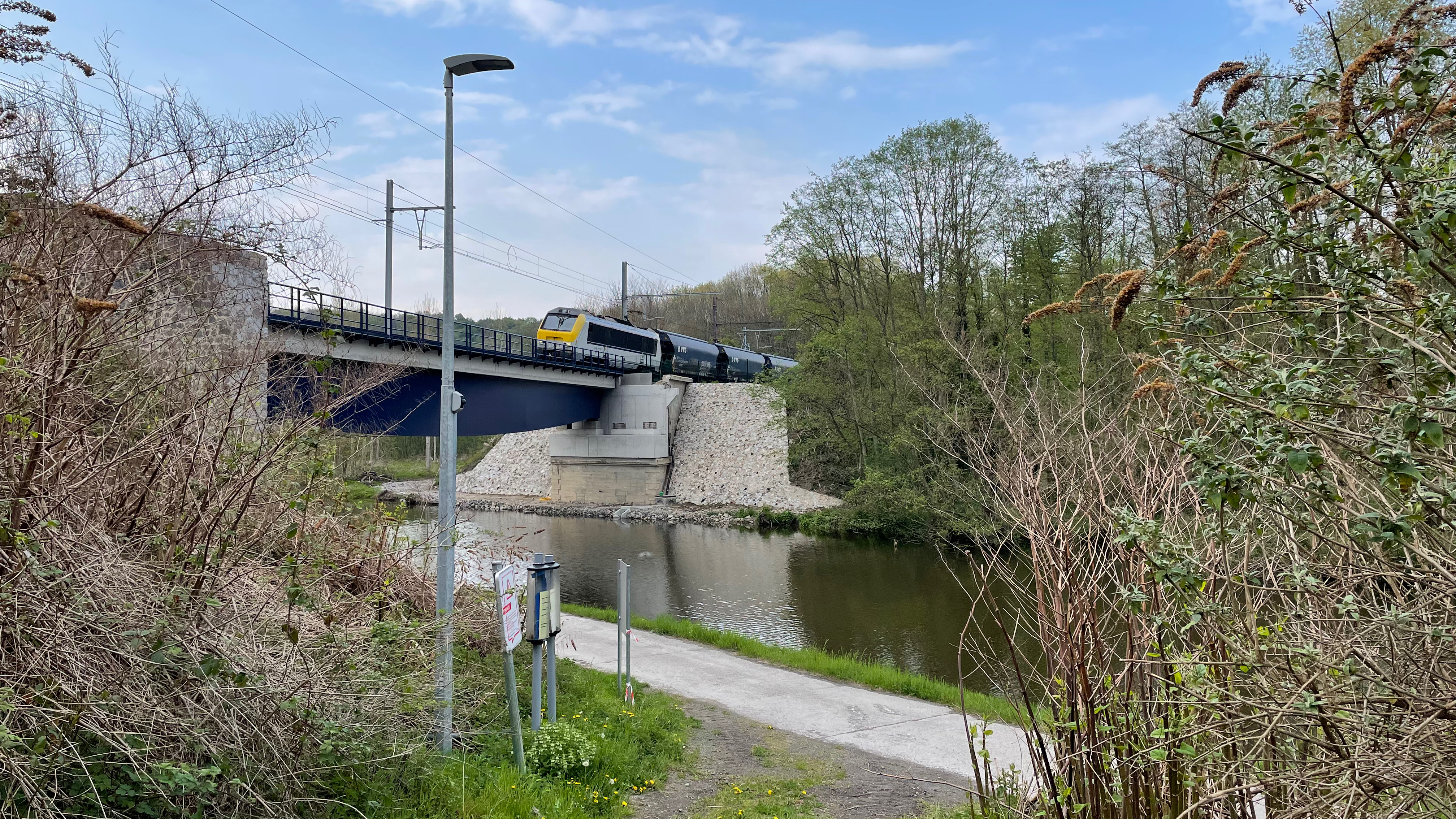
Spoorbrug aan het station
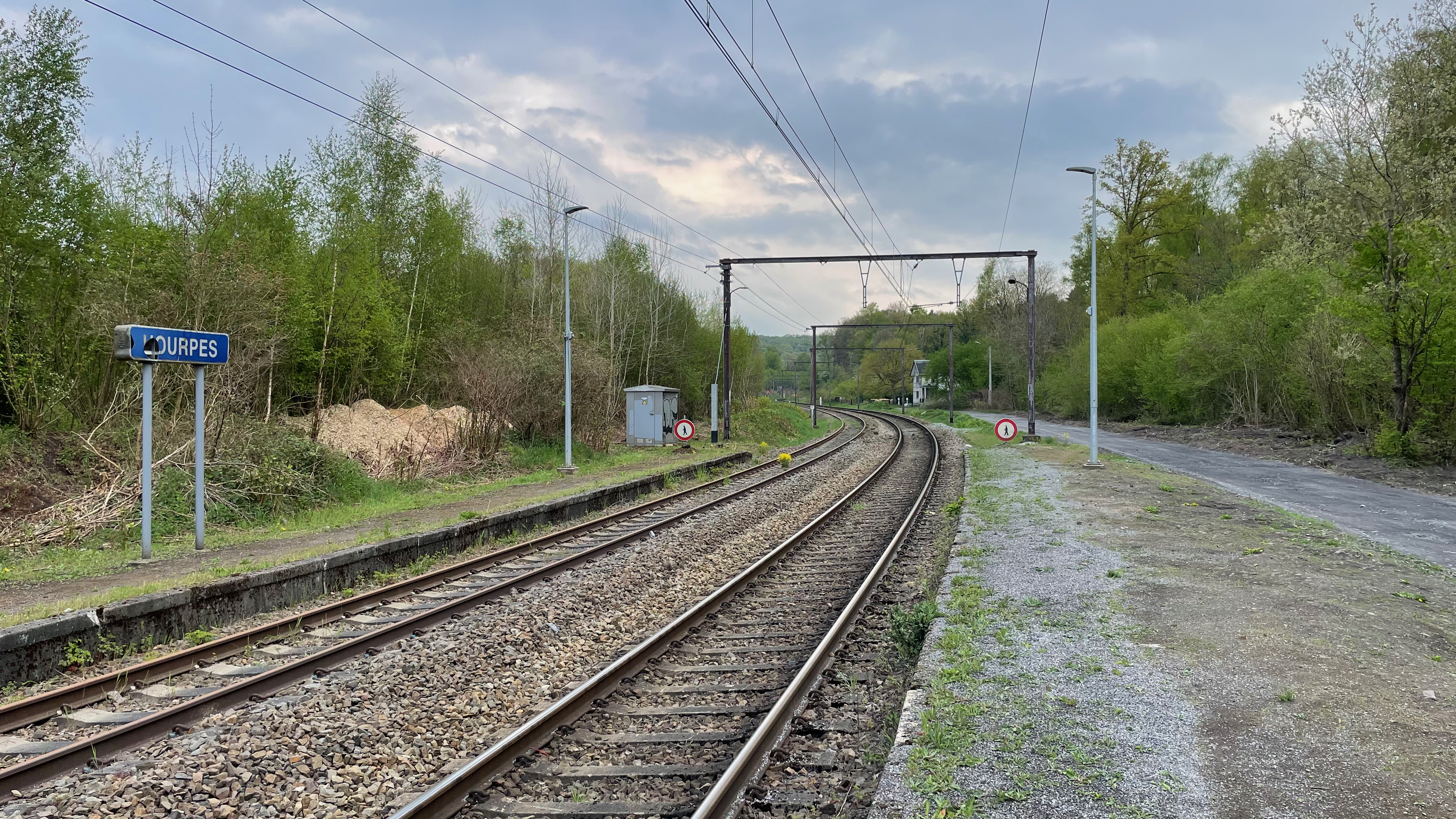
Zicht op de sporen

## Reizigerstellingen
De grafiek en tabel geven het gemiddeld aantal instappende reizigers weer op een week-, zater- en zondag.
| Tabel: aantal instappende reizigers station Hourpes | Tabel: aantal instappende reizigers station Hourpes | Tabel: aantal instappende reizigers station Hourpes | Tabel: aantal instappende reizigers station Hourpes |
|                                                     | Weekdag                                             | Zaterdag                                            | Zondag                                              |
| --------------------------------------------------- | --------------------------------------------------- | --------------------------------------------------- | --------------------------------------------------- |
| 1977                                                | 66                                                  | 23                                                  | 15                                                  |
| 1978                                                | 64                                                  | 30                                                  | 16                                                  |
| 1979                                                | 62                                                  | 25                                                  | 15                                                  |
| 1980                                                | 50                                                  | 26                                                  | 8                                                   |
| 1981                                                | 53                                                  | 20                                                  | 8                                                   |
| 1982                                                | 67                                                  | 14                                                  | 6                                                   |
| 1983                                                | 50                                                  | 17                                                  | 4                                                   |
| 1984                                                | 56                                                  | 3                                                   | 6                                                   |
| 1985                                                | 48                                                  | 11                                                  | 34                                                  |
| 1986                                                | 48                                                  | 9                                                   | 6                                                   |
| 1987                                                | 49                                                  | 7                                                   | 8                                                   |
| 1988                                                | 81                                                  | 10                                                  | 9                                                   |
| 1989                                                | 36                                                  | 13                                                  | 10                                                  |
| 1990                                                | 37                                                  | 13                                                  | 13                                                  |
| 1991                                                | 39                                                  | 12                                                  | 17                                                  |
| 1992                                                | 54                                                  | 9                                                   | 16                                                  |
| 1993                                                | 31                                                  | 11                                                  | 3                                                   |
| 1994                                                | 34                                                  | -                                                   | -                                                   |
| 1995                                                | 17                                                  | -                                                   | -                                                   |
| 1996                                                | 22                                                  | -                                                   | -                                                   |
| 1997                                                | 24                                                  | -                                                   | -                                                   |
| 1998                                                | 18                                                  | -                                                   | -                                                   |
| 1999                                                | 17                                                  | -                                                   | -                                                   |
| 2000                                                | 25                                                  | -                                                   | -                                                   |
| 2001                                                | 19                                                  | -                                                   | -                                                   |
| 2002                                                | 25                                                  | -                                                   | -                                                   |
| 2003                                                | 16                                                  | -                                                   | -                                                   |
| 2004                                                | 16                                                  | -                                                   | -                                                   |
| 2005                                                | 17                                                  | -                                                   | -                                                   |
| 2006                                                | 18                                                  | -                                                   | -                                                   |
| 2007                                                | 14                                                  | -                                                   | -                                                   |
| 2008                                                | -                                                   | -                                                   | -                                                   |
| 2009                                                | 18                                                  | -                                                   | -                                                   |
| 2010                                                | -                                                   | -                                                   | -                                                   |
| 2011                                                | -                                                   | -                                                   | -                                                   |
| 2012                                                | 16                                                  | -                                                   | -                                                   |
| 2013                                                | 11                                                  | -                                                   | -                                                   |
| 2014                                                | 8                                                   | -                                                   | -                                                   |
| 2015                                                | 9                                                   | -                                                   | -                                                   |
| 2016                                                | 5                                                   | -                                                   | -                                                   |
| 2017                                                | 4                                                   | -                                                   | -                                                   |
| 2018                                                | 10                                                  | -                                                   | -                                                   |
| 2019                                                | 7                                                   | -                                                   | -                                                   |
| 2020                                                | 8                                                   | -                                                   | -                                                   |
| 2021                                                | -                                                   | -                                                   | -                                                   |
| 2022                                                | 7                                                   | -                                                   | -                                                   |
| 2023                                                | 15                                                  | -                                                   | -                                                   |
| 2024                                                | 5                                                   | -                                                   | -                                                   |

0,0: Charleroi-Centraal ·
1,0: Marcinelle ·
1,8: La Villette ·
2,5: La Sambre ·
4,1: Marchienne-Zône ·
4,5: Jambe-de-Bois ·
8,0: Landelies ·
11,6: Hourpes ·
14,9: Thuin ·
16,9: Lobbes ·
21,8: Fontaine-Valmont ·
23,7: Labuissière ·
25,7: Solre-sur-Sambre ·
27,6: Erquelinnes-Dorp ·
29,1: Erquelinnes